# Karel Hojden
Karel Hojden (11. října 1893 Březové Hory – 5. května 1975 Příbram) byl český grafik, malíř, ilustrátor, pedagog.

## Život
Narodil se jako páté dítě manželů Františka Hojdena (1848 Kašperské Hory – 1916 Březové Hory) a jeho ženy Marie, rozené Pilousové (1855 Nová Hospoda u Příbrami – 1933 Příbram). Obecnou školu začal studovat v roce 1900. V Příbrami vystudoval měšťankou školu. V roce 1908 odejel do Prahy, kde navštěvoval soukromou školu malířství ve Vinohradech, žák Jana Minaříka. V letech 1909–1912 studoval na Umělecké-průmyslové škole v Praze. Na studiích jej podporovaly jeho sestry. V letech 1913–1921 studoval na Akademii výtvarných umění u Maxe Švabinského (1873–1962). Studium bylo přerušeno první světovou válkou. V roce 1915 byl odveden. S Rakousko-uherskou armádou byl v Dalmácii, později převezen do lazaretu v Čechách. Po válce na vlastní žádost prodloužil studium u Maxe Švabinského a studium ukončil v roce 1921. V době studia v roce 1919 obdržel povolení Báňského úřadu ke vstupu do dolů horního závodu v Příbrami.
Hlávkovo stipendium, které obdržel v roce 1919, mu umožnilo vydat se na studijní cesty do Paříže a Itálie, v letech 1923–1924 získal druhé stipendium a vydal se opět na cestu do Paříže, kde se seznámil s Františkem Kupkou (1871–1957). Po návratu se vydal na studijní cestu na Slovensko a Podkarpatskou Rus. Po dokončení studií v roce 1921 působil v Praze a v roce 1922 v Dvoře Králové u svého mecenáše Zlatníka.
Pak jako pedagog gymnasia v Hlučíně 1923, na měšťanské škole v Třinci a gymnasiu v Českém Těšíně.
V 1929 vrátil do Příbrami a krátce působil jako učitel kreslení na gymnáziu v Městských (Jiráskových) sadech a pak jako samostatný výtvarník. V padesátých letech 20. století jeho grafické listy byly součástí Putovní výstavy české grafiky ve Vídni, Švýcarsku, Švédsku a Finsku.

## Rodina
Sestry Karla Hojdena: Marie (* 13.09.1879); Kristina (*09.11.1889/1899); Anna (*16.07.1891); Helena (* 10.08.1918)
V roce 1930 se oženil s Ludmilou Bendákovou (1897–1965), se kterou se seznámil v Českém Těšíně. Ze svazku vzešly dvě děti: dcera Ludmila narozená 1930 a syn Jindřich narozen 1933.
Zemřel v Příbrami ve věku 82 let, je pochován v Březových Horách.

## Dílo
Soupis jeho díla obsahuje na tisíc kreseb a grafických prací. Věnoval se hornické tematice, portrétování a ilustracím knih (např. sbírka Strž autora Fráni Kučery, román Havíři Františka Zpěváka a kniha textů věnovaných hornickému kraji Po stopách utrpení a slávy hornictva na Příbramsku Karla Valty). Ilustroval časopis Svatá Hora. Zpracovával i témata biblická, která byla veřejnosti představena až v roce 1990.
- grafický cyklus Havířské písně 1930–1966 cyklus vznikal 35 let
- 6 litografických listů havířů v kroji 1930–1933
- grafický cyklus Hornické písně 1938–1954
- portréty v rodině továrníka Zlatníka ve Dvoře Králové,
- výzdoba kostela sv. Prokopa na Březových Horách
- knižní ilustrace (7),
- lepty (119, z toho 35 s hornickými motivy),
- suchá jehla (77, z toho 14 s hornickými náměty),
- akvatinta (15, 3 z toho s hornickými motivy),
- mezzotinta (12, z toho 1 s hornickým námětem),
- litografie (74, z toho 17 s hornickými náměty),
- kresby (381, z toho 80 s hornickými náměty),
- plakáty (13,z toho 5 s hornickými náměty),
- ex libris (111/116, z toho 11 s hornickými náměty).

## Ocenění
- V roce 1971 mu byl udělen titul Zasloužilý umělec
- Člen čestného předsednictva 3. sjezdu rodáků na Březových Horách v roce 1948.

## Odborná činnost
- Člen Syndikátu československých výtvarníků